# Distretto di Thoothukudi
Il distretto di Thoothukudi (conosciuto anche come distretto di Tuticorin) è un distretto del Tamil Nadu, in India, di 1 565 743 abitanti. Il suo capoluogo è Thoothukudi.